# Bílina (město)
Bílina (německy Bilin) je město v Ústeckém kraji v okrese Teplice. Stojí v údolí řeky Bíliny, přibližně v polovině vzdálenosti mezi Mostem a Teplicemi. Správní území města měří 32,41 km² a žije v něm přibližně 15 tisíc obyvatel. Dominantou okolní krajiny je vrch Bořeň na jižním okraji města. 

## Název
Město bylo pojmenováno podle řeky, která jím protéká a která měla bílou barvu. V historických pramenech se název objevuje ve tvarech: Belinensis (993, 1043), de Belina (1057), Wbelsce (okolo 1088), Beline (1130), de Belsk (1169), Belinam (1290), in Bielina (1303), de Bielini (1410), z Bieliny (1413), na Bielině (1414), „in castro Bielina“ (1468), z Bíliny (1535), na Bílině (1544), „obec města Bíliny“ (1615) a Bilin nebo Bylina (1787).

## Historie

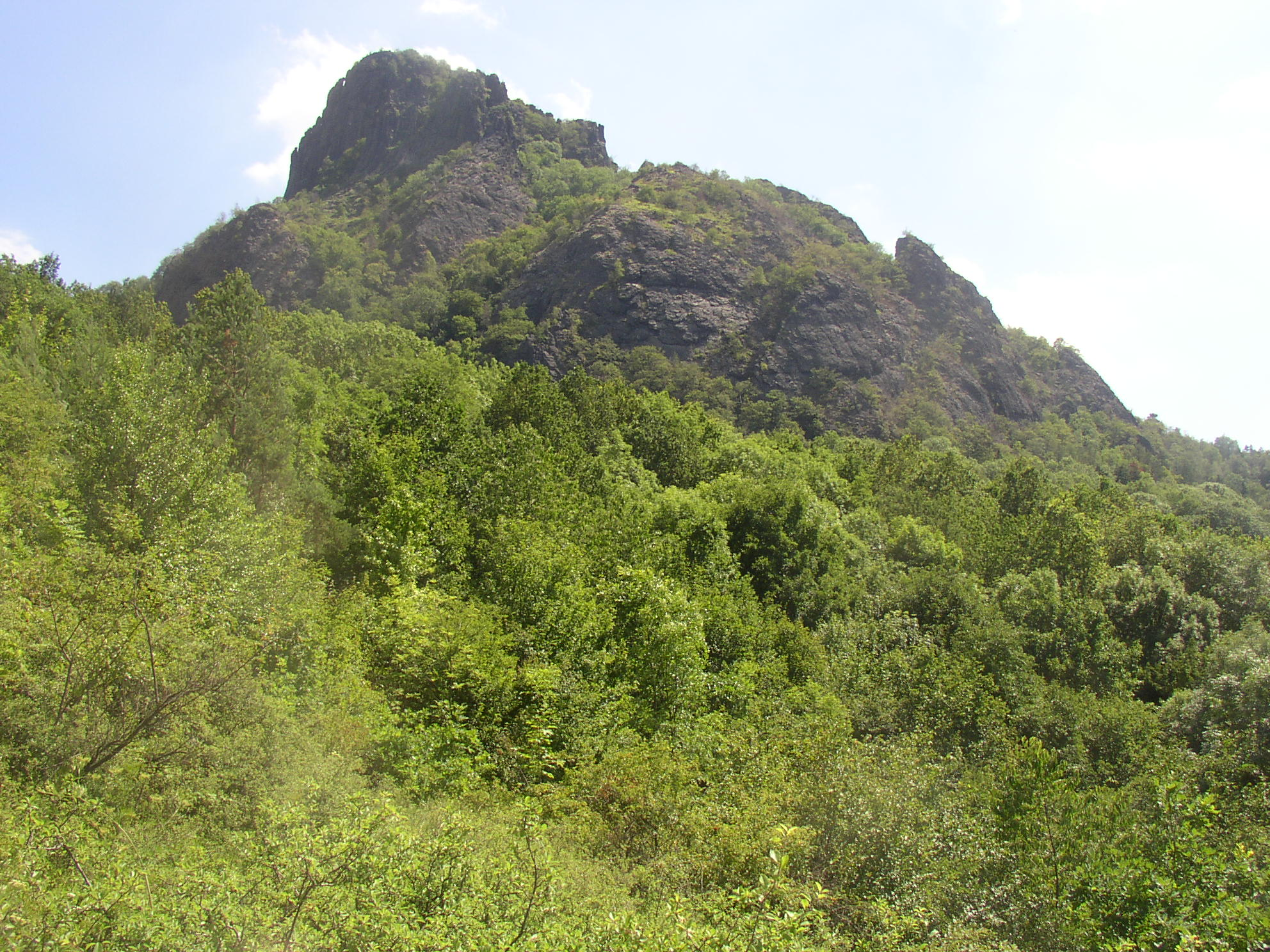
Vrch Bořeň

Někdy na konci 10. století zde bylo vybudováno přemyslovské správní hradiště Bílina, které se v podobě terénních reliktů dochovalo v zámecké zahradě nad městem. První písemná zmínka o Bílině je uvedena na papežské listině z roku 993. Další informace pochází z Kosmovy kroniky (nejstarší česká kronika), která popisuje vojenský střet mezi Břetislavem I. a německým králem Jindřichem III.
Před polovinou 13. století vybudoval Ojíř z Fridberka nový hrad, v jehož podhradí bylo také založeno město s hradbami a třemi branami. Kolem roku 1420 držel Bílinu Albrecht z Koldic, známý svým protihusitským postojem. Proto byla Bílina obležena a dobyta husity pod vedením Jakoubka z Vřesovic. Roku 1436 předal město zpět Koldicům. Na svazích dnešního Žižkova údolí (tehdy pod jménem Čistecké údolí) v prostoru nad dnešní sportovní a plaveckou halou se dlouhou dobu pěstovala vinná réva. Dobrý přístup do Čisteckého údolí zajišťovala fortna proražená v městském opevnění na cestě, která kdysi křížila Dlouhou ulici (dnes Seifertova) a ústila v dnešní Komenského ulici v městském jádru.
Od roku 1502 vlastnili Bílinu Lobkovicové, kterým byl zámek opět vrácen po roce 1989 v restitucích.
Po třicetileté válce, v době rekatolizace evangelíci z bílinského panství uprchli do Gottgetreu, Fürstenau a Fürstenwalde. Nedaleko Fürstenwalde založili exulantskou kolonii.

### Rozvoj průmyslu
Již v roce 1873 spojila město se světem železnice, zpočátku to byla jednokolejná dráha společnosti P.D.E. (Prag-Duxer Eisenbahn), která vybudovala v Bílině nádraží v dnes již odlehlé části města nedaleko dolů VMG. Tím město získalo spojení s Prahou a Duchcovem. Již rok na to spojila město svojí kolejí i společnost Plzeňsko-březenské dráhy (EPPK) (Plzeň–Chomutov–Most–Duchcov). Její kolej vedla souběžně s kolejí společnosti P.D.E. V témže roce byla dokončena i další trať. Jednalo se o paralelní trať známé společnosti A.T.E (Ausigg-Teplizer Eisenbahn). Tato Ústecko-teplická dráha spojila Bílinu údolím řeky Bíliny s Ústím nad Labem. Tím byl významný železniční uzel dokončen a později významně zavlečkován. Zavedení železnice mělo velký význam pro startující průmysl. Ačkoliv vždycky byla Bílina spíše centrem zemědělským a potravinářským, rozvoj dolů začínal postupně tvař města měnit. V okolí Bíliny vznikla řada významných podniků: v Chudeřicích to byla sklárny, u nádraží parní mlýn, řada dolů, cukrovar, porcelánka i jatka.

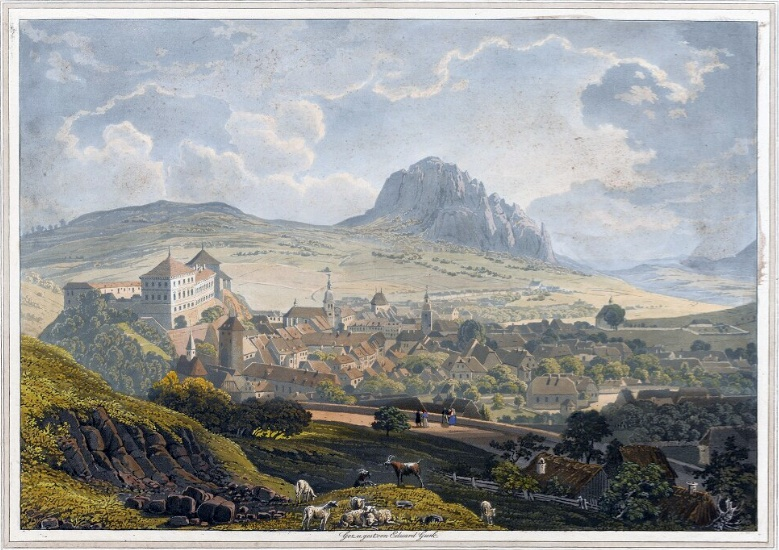
Pohled na Bílinu, malba Eduarda Gurka, asi 1825

Netrvalo dlouho a Bílina měla další zastávku, vznikla na již existující trati P.D.E. nedaleko SEBY na křižovatce dnešní Lidické ulice, a nesla název Bílina-město. Právě toto nádraží se stalo, společně s lázněmi Bílinská kyselka (tehdy častěji Biliner Sauerbrunn), velice oblíbeným námětem pohlednic. Ještě v této době stál další z pozůstatků městského opevnění – Mostecká věž. Stávala těsně u dnešní radnice, byla však později zbourána, stejně jako další zbytky opevnění, které bránily rozvoji města. Ostatně v Bílině bylo zbouráno více staveb, ať už to byla ona Mostecká věž, Kostel sv. Anny v Chudeřicích, či barokní špitál s kostelem na dnešním Pivovarském náměstí. Vznikaly však i nové stavby: nejlepším příkladem je v roce 1911 vybudovaná budova "nové radnice" s vysokou věží. Je postavena v secesním stylu, a dnes tvoří jednu z charakteristických symbolů Bíliny. Na náměstí byla postavena škola již v roce 1869, avšak budova české školy byla postavena až v roce 1923 v Lidické ulici, naproti kostelu sv. Štěpána. Do té doby se na stejném místě vyučovalo ve stodole.
Město se poklidně rozvíjelo až do poloviny šedesátých let 20. století. Období socialismu znamenalo pro tvář města jizvu obrovských rozměrů. Největší změny se dočkala především doprava, která je na území vzhledem k hlubokému údolí velký problém. Tuto úpravu si vyžádalo především rozšíření zestátněných dolů. Velkolomy Maxim Gorkij I a II započaly s těžbou uhlí na území bývalé trati z Bíliny do Duchcova, která byla tímto zničena. Současně se začalo s výstavbou přeložky této tratě. Toto rozhodnutí proklínají především obyvatelé Duchcova, kterým bylo nádraží odsunuto až téměř dva kilometry od města. Přímo v Bílině bylo postaveno v roce 1968 nové nádraží, a přistavěna jedna kolej směrem do Mostu. Jak v Duchcově, tak v Bílině zůstala ale stará nádraží zachována díky rozsáhlé síti vleček, na které byly napojeny různé podniky. Stejně jako železnice, musela ustoupit dolům i silnice, a bylo potřeba vybudovat odpovídající náhradu. V tuto dobu se začala stavět silnice 1/13 v úseku Bílina–Teplice–Most. Tato silnice se stavěla jako čtyřpruhová a bylo ji nutné provést přes Bílinu dále do Mostu. Toto znamenalo především pro centrum města katastrofu. Bylo nutné zbourat pruh mezi radnicí a nábřežím Běly, kde stávaly nejvýstavnější domy staré Bíliny, ty musely ustoupit. Řeka byla zregulována a vehnána do hlubokého betonového koryta. Naštěstí se nevyplnily plány na protažení silnice centrem města jako čtyřproudé, a tak nebyla řeka zarourována. Bylo vystavěno nové autobusové nádraží, na místě bývalé zámecké zelinářské zahrady.
Mezi další akce, prováděné v těchto letech, patří hlavně výstavba sídlišť na Teplickém a Pražském předměstí, zrušení Pivovarského rybníka a na jeho místě výstavba nekrytého zimního stadionu (ten byl zakryt teprve nedávno). Na předměstí Újezd došlo také k rozsáhlé přestavbě bývalých usedlostí na zděné činžovní domy, výstavbu nového ředitelství Severočeských dolů, místními přezdívaný jako "Pentagon", hornické ubytovny a plavecké haly s venkovními bazény. Na „ránu z milosti“ čekal v tu dobu již zchátralý kostel sv. Štěpána se hřbitovem na mosteckém předměstí naproti ZŠ Lidická. Místo něj byl zřízen park. Dodnes po něm zbyly jen torza barokních soch.
Tímto byla přestavba města dokončena. Za oběť těmto úpravám padlo nespočet domů, usedlostí i podniků. Okolo roku 1970 ukončil výrobu Bílinský pivovar, který dnes chátrá, stejně jako bývalý Tučkův parní mlýn stále na místě u bývalého nádraží. Od té doby se ve městě příliš mnoho nezměnilo. Pouze to, co dříve bylo obdivováno, se stalo trnem v patě. Řeč je o průtahu silnice 1/13, která tíží obyvatele města. Problém by měl vyřešit obchvat, který je sice naplánován, ale jeho realizace je v nedohlednu. Stejně choulostivým tématem je i oblast právě okolo starého nádraží, která se postupně stala ghettem pro místní Romy, stejně jako sídliště SUNN, část Teplického předměstí a lokalita Důlní (tzv. Azylový dům). Svému účelu již přestalo sloužit i v roce 1968 nově postavené autobusové nádraží. Na jeho místě vznikl nový hypermarket, na který navazuje obchodní pasáž. Zlepšit život ve městě by mělo i dokončení rekultivace Radovesické výsypky, která by po otevření měla sloužit jako rekreační a odpočinková zóna nejen pro Bíliňany.

### Lázeňský pramen Bílinská Kyselka

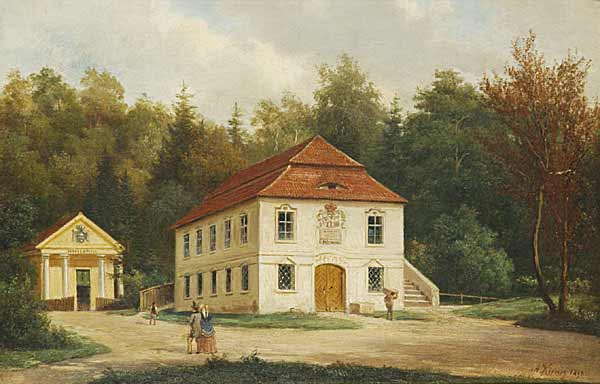
První budova stáčení pramene "Bílinská Kyselka" z 18. století, namalovaná krátce před svým zbouráním, obraz Aloise Kirniga z roku 1898

O léčivých minerálních vodách v okolí Bíliny se zmiňuje už kronikář Václav Hájek z Libočan, popisující spory o Kaňkovské prameny vhodné na získávání soli odpařováním. Až v roce 1712 dala kněžna Leonora z Lobkovic vyčistit povrchové prameny Bílinské kyselky a vznikly první místo stáčení do kameninových džbánků.
O proslulost a široké využití minerálních pramenů na Kyselce se podstatně zasloužil geolog a balneolog Franz Ambroz Reuss, který působil jako lékař v lobkovických lázních a je považován za zakladatele balneologie v Českých zemích. Potvrdil léčebné účinky nejen bílinské minerálky, ale i hořké vody v nedalekých Zaječicích. K všeobecné známosti bílinských léčivých vod přispělo jejich hojné využívání k léčivým kúrám v nedalekých Lázních Teplice-Šanov, odkud si jejich návštěvníci odváželi lahve do celého světa.
Reuss byl i propagátorem využívání uhlí jako paliva, které bylo sice již známé, ale málo využívané. Díky všeobecnému odlesnění okolí Bíliny se podařilo prosadit vládní nařízení, aby se místní sedláci podíleli na těžbě tohoto pro ně „zvláštního kamene, kterým se topí v kamnech“.
Nájemcem bílinských pramenů se stal Jiří Šváb (Georg Schwab), který v roce 1761 upravil tři hlavní prameny a brzy na to se začala voda rozesílat ve voskem zalévaných džbáncích a později v lahvích. Počáteční roční produkce byla 2 689 džbánků. V roce 1781 již stoupla na 9 000 džbánků a v roce 1786 už na 40 000. Jiří Šváb nechal také postavit první velký lázeňský dům.

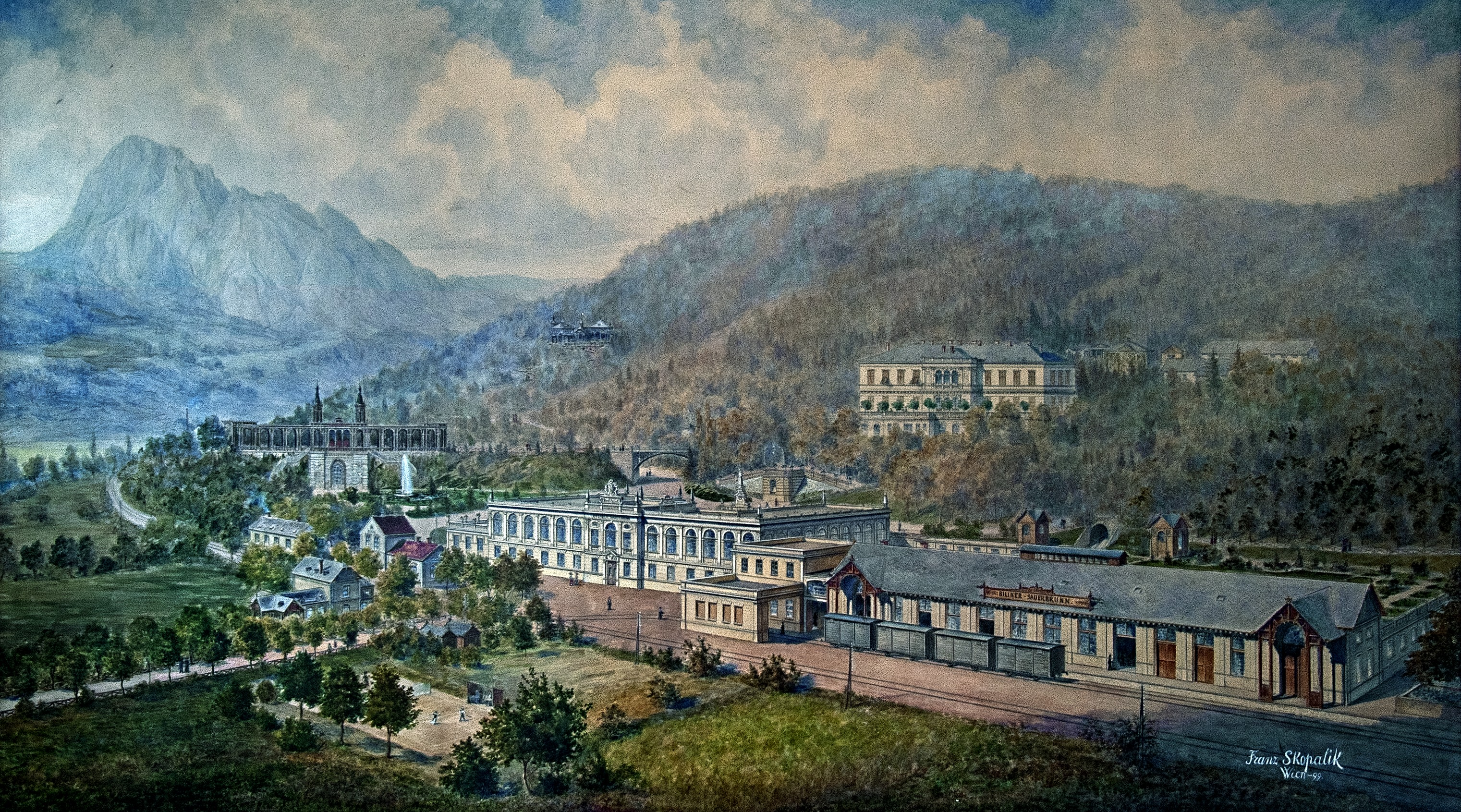
Biliner Sauerbrunn, obraz Franze Skopalika z roku 1911

Na konci 19. století byly lázně chloubou města a město Bílina bylo v civilizovaném světě známé díky rozsáhlému exportu Bílinské kyselky. Kolem lázní se rozkládal krásný park a v roce 1878 byl postaven velký lázeňský dům v pseudorenesančním slohu. Dům byl vybaven pokoji pro lázeňské hosty, salonem, čítárnou, lázeňskými kabinami a inhalátorem a také empírovou kolonádou. Budovy jsou dílem lobkowiczského dvorního architekta Franze Sablika. Dalším oblíbeným místem se stala Lesní kavárna, dřevěný výstavní pavilón ve švýcarském stylu přivezený z Pražské zemské jubilejní výstavy z roku 1891. V roce 1889 již bylo vyvezeno 2 225 000 láhví lázeňských pramenů.
V novodobé historii se ani lázním nevyhnulo znárodnění. Lázně byly pojmenovány podle Julia Fučíka. Ze stáčírny lázeňských pramenů byl vytvořen národní podnik s pobočkou v Zaječicích. Bývalá tovární budova na mytí vratných lahví a výrobu Bílinských zažívacích pastilek se stala ředitelstvím západočeských léčivých zřídel. Původní léčba horních cest dýchacích musela být ukončena pro stále se zhoršující ovzduší průmyslové oblasti a léčba byla zaměřena na stavy po operacích žaludku a tenkého střeva. Výstavní lázeňský park a okolí zcela zpustlo.
Ke zlepšení situace došlo v sedmdesátých letech 20. století, kdy byl městu přiznán statut lázeňského města. Došlo k obnově parku, Lesní kavárny a vybudování minigolfu. V lázních se ročně léčilo 2 500 až 3 000 pacientů. Na druhé straně bylo město zahlceno exhalacemi blízké elektrárny Ledvice a skláren i ze vzdálenějších zdrojů mostecké pánve.
Dalším mezníkem v historii lázní a města byl rok 1989. Rodina Lobkoviců dostala zpět část původního majetku včetně lázní Kyselka. Areál byl rozdělen na firmu pokračující ve stáčení minerální vody, a na část lázeňskou. Lázně byly prodány soukromé firmě (protože město Bílina nemělo o koupi zájem). V současné době je v provozu stáčírna lázeňských pramenů Bílinská kyselka a Zaječická hořká voda. Lázně jsou uzavřeny pro ekonomickou nevýhodnost jejich provozu. Lesopark včetně kavárny je přístupný veřejnosti.

## Přírodní poměry
Nad jižním okrajem města se zdvihá dominantní vrch Bořeň se stejnojmennou národní přírodní rezervací. Do jihovýchodní části katastrálního území zasahuje přírodní rezervace Trupelník.

## Obyvatelstvo
Podle sčítání 1921 zde žilo v 939 domech 9 669 obyvatel, z nichž bylo 4 855 žen. 3 347 obyvatel se hlásilo k československé národnosti, 6 003 k německé a 27 k židovské. Žilo zde 7 633 římských katolíků, 129 evangelíků, 60 příslušníků Církve československé husitské a 78 židů. Podle sčítání 1930 zde žilo v 1 273 domech 10 688 obyvatel. 4 168 obyvatel se hlásilo k československé národnosti a 6 115 k německé. Žilo zde 8 256 římských katolíků, 294 evangelíků, 125 příslušníků Církve československé husitské a 74 židů.
| Rok            | 1869  | 1880  | 1890  | 1900   | 1910   | 1921   | 1930   | 1950   | 1961   | 1970   | 1980   | 1991   | 2001   | 2011   | 2021   |
| -------------- | ----- | ----- | ----- | ------ | ------ | ------ | ------ | ------ | ------ | ------ | ------ | ------ | ------ | ------ | ------ |
| Počet obyvatel | 5 342 | 7 310 | 8 952 | 12 257 | 14 153 | 14 361 | 16 586 | 11 862 | 13 726 | 16 196 | 18 836 | 17 025 | 15 890 | 15 401 | 14 104 |
| Počet domů     | 786   | 838   | 913   | 1 089  | 1 268  | 1 344  | 1 946  | 2 161  | 2 043  | 1 690  | 1 436  | 1 523  | 1 503  | 1 605  | 1 584  |

Věková struktura obyvatel v roce 2011
Rodinný stav obyvatel v roce 2011
Vzdělání obyvatel v roce 2011

### Židovská komunita

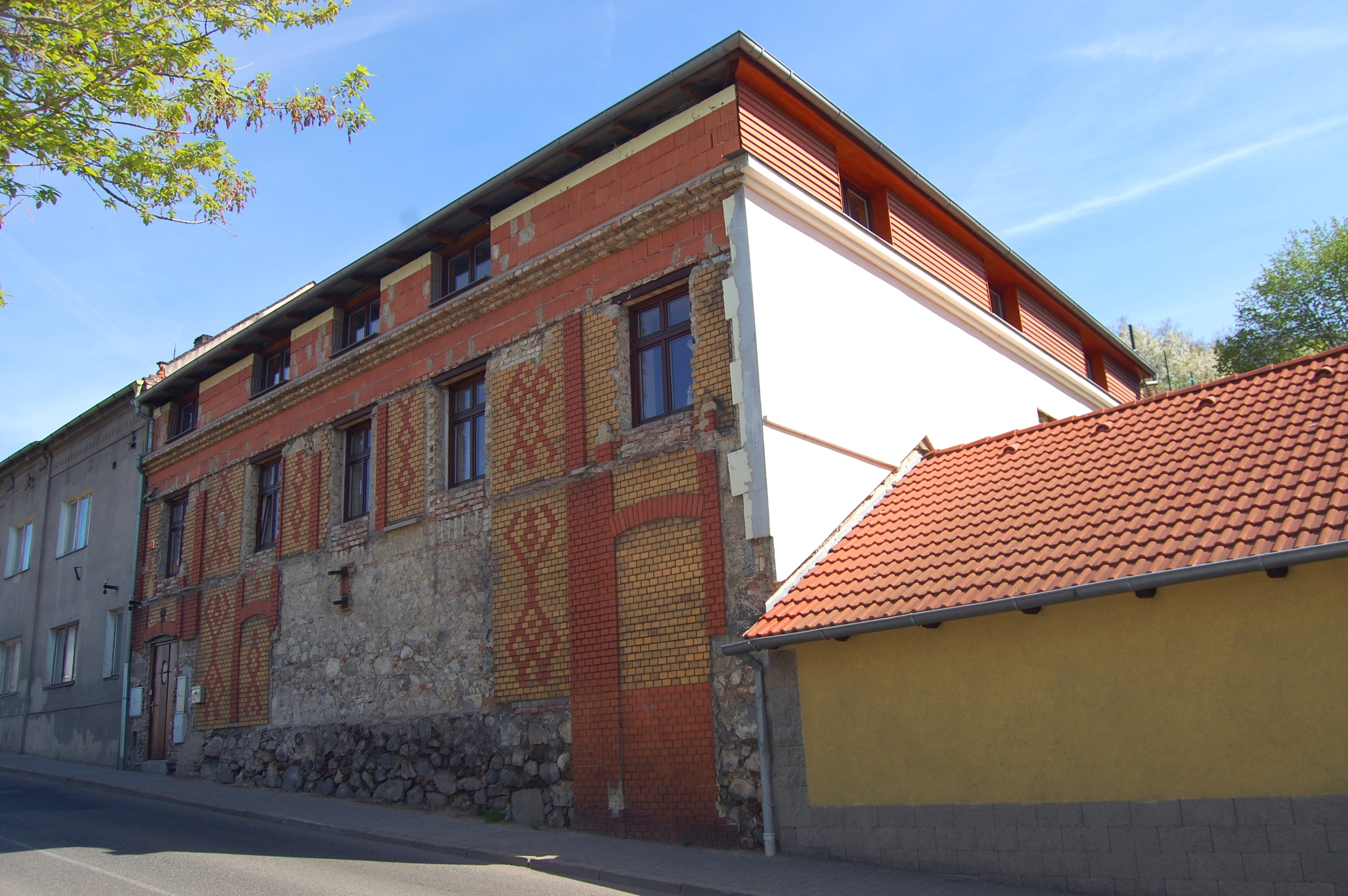
Bývalá synagoga v Teplické ulici

Nejstarší židovské osídlení Bíliny se datuje před rokem 1417. Další záznam existuje z 16. století, později byli židé z města vypovězeni. Novodobá židovská komunita ve městě existovala od druhé poloviny 19. století do roku 1938. V dobách svého největšího rozmachu čítala na 100 osob. V Bílině existuje synagoga v Teplické ulici, která vznikla v roce 1895 přestavbou obytného domu. Činná byla až do druhé světové války, po níž je až do dnes opět využívána k obytným účelům. V sousedství městského hřbitova se nachází židovský hřbitov se zhruba čtyřmi desítkami náhrobků a ruinou márnice.

## Městská správa

### Části města
Bílina se dělí na šest částí, které leží na šesti katastrálních územích:
- Bílina (k. ú. Bílina)
- Chudeřice (k. ú. Chudeřice u Bíliny)
- Mostecké Předměstí (k. ú. Bílina, Břešťany, Břežánky a Jenišův Újezd)
- Pražské Předměstí (k. ú. Bílina)
- Teplické Předměstí (k. ú. Bílina)
- Újezdské Předměstí (k. ú. Bílina a Bílina-Újezd)

### Městské symboly
Vlajka byla městu udělena rozhodnutím předsedy Poslanecké sněmovny Parlamentu České republiky dne 19. května 1998 a znak byl městu udělen rozhodnutím předsedkyně PSP ČR dne 9. listopadu 2010.

## Doprava
Středem města vede silnice I/13, ze které se na křižovatce ulic Bílinská a Spojovací odpojuje silnice II/257 do Kozlů u Loun. Vzhledem k vysokým dopravním intenzitám na průtahu městem se již od začátku devadesátých let minulého století uvažuje o zbudování obchvatu města. Z původně zvažované východní varianty obchvatu, která byla vyhodnocena jako neekonomická se od roku 2018 prověřuje tzv. varianta Z. Jednalo by se o svedení tranzitní dopravy do přibližně 1300 metrů dlouhého tunelu pod středem města. 
Městem rovněž prochází dvě železniční tratě Ústí nad Labem – Chomutov a Ústí nad Labem – Bílina. Na území města se nachází železniční stanice Bílina a dále pak dvě zastávky Bílina-Kyselka a Bílina-Chudeřice. Stanice Bílina je obsluhována rychlíky linky R15, déle pak osobními vlaky linky U1, U5 a U51.

## Pamětihodnosti
- Historické jádro města je od roku 1992 městskou památkovou zónou.
- Dominantou města je barokní zámek, který vznikl v letech 1675–1682 razantní přestavbou gotického hradu ze 13. století.[6]
- Kostel svatého Petra a Pavla je doložen ve 14. století. V roce 1568 vyhořel, vnitřní vybavení včetně zvonů zničeno. Roku 1573 byly Gregoriem Albrechtem pořízeny tři nové zvony Bartoloměj, Kryštof a Anna, z nichž se do dnešních dnů dochoval pouze zvon Bartoloměj, s dolním průměrem 167 cm je největším zvonem na Teplicku. V interiéru kostela je uložen zvon z roku 1517 od Tomáše z Litoměřic, přesunutý sem při rekvizicích za druhé světové války. V lucerně věže se nachází hodinový cymbál zvonovitého tvaru z roku 1580 od Hanse Wildta z Jáchymova. Sanktusník kostela je bez zvonu.
- V bývalé vsi Újezd stojí malý kostel Zvěstování Panny Marie z 15. století.
- Větrný mlýn

## Osobnosti
- Jan Ignác Angermayr (1701–1732), houslista a hudební skladatel
- Adolf Aschenbrenner (1841–1909), politik a advokát
- František Horský (1801–1877), podnikatel, zemědělec a pedagog
- Heinrich Krafft (1914–1942), stíhací eso Luftwaffe
- Ernst Köhler (1893–?), politik
- Max Lobkowicz (1888–1967), šlechtic a diplomat
- Petr Majer (1944-2024), fotbalista
- Ladislav Oliva (* 1933), sklářský výtvarník
- Miroslav Patrik (* 1963), přírodovědec
- August Emanuel Reuss (1811–1873), geolog a mineralog
- August Leopold von Reuss (1841–1924), oftalmolog
- Franz Ambrosius Reuss (1761–1830), lékař, mineralog a geolog
- Miloslav Stingl (1930–2020), cestovatel a etnograf
- Marie Valachová (1930–1989), básnířka
- Gustav Walter (1834–1910), operní pěvec
- Hans Watzek (1848–1903), fotograf

## Partnerská města
- Biłgoraj, Polsko
- Dippoldiswalde, Německo
- Jaraczewo, Polsko
- Kobylí, Česko
- Novovolynsk, Ukrajina
- Stropkov, Slovensko

## Galerie

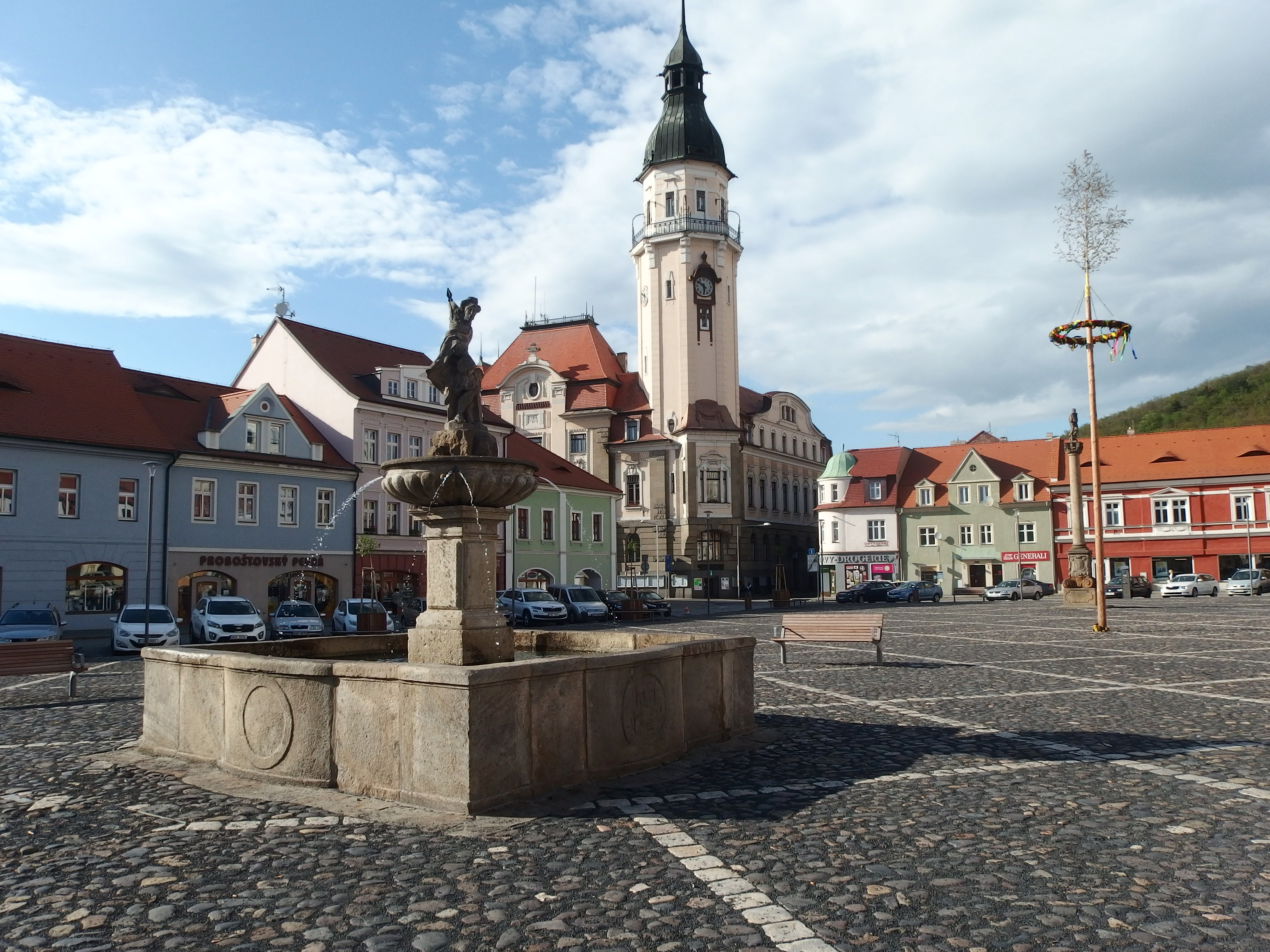
Radnice s kašnou na Mírovém náměstí
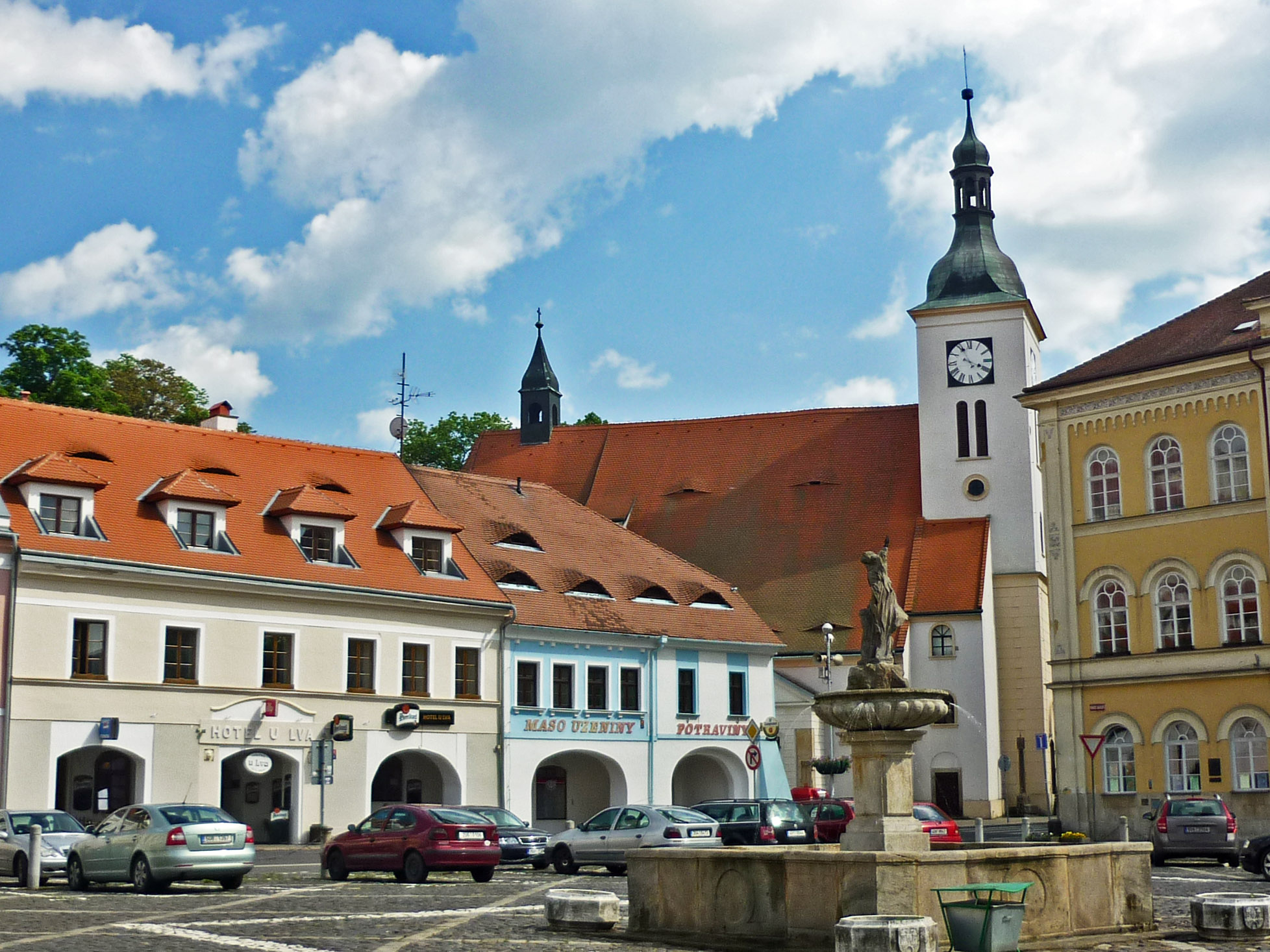
Kostel sv. Petra a Pavla
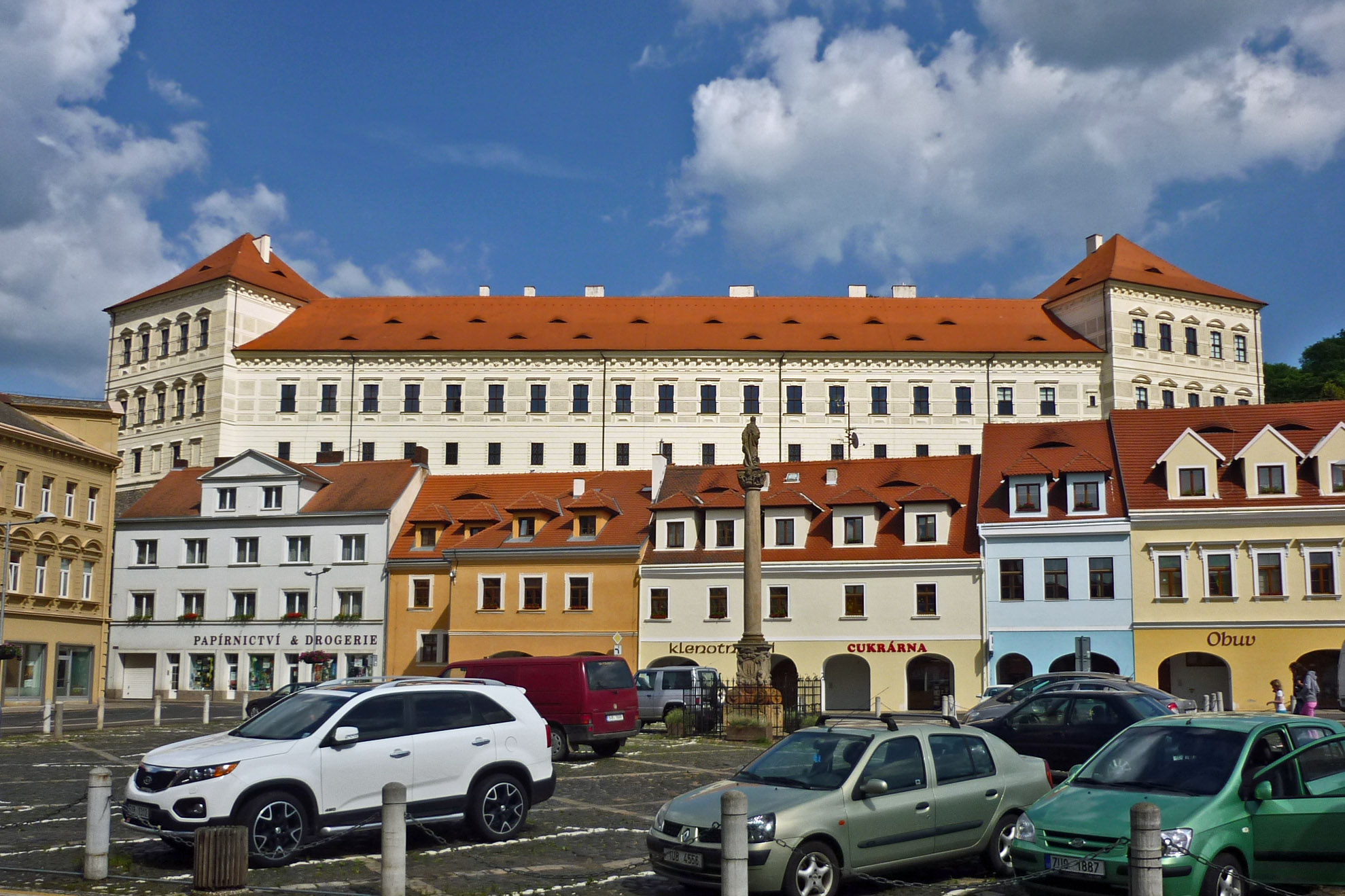
Pohled na zámek z náměstí
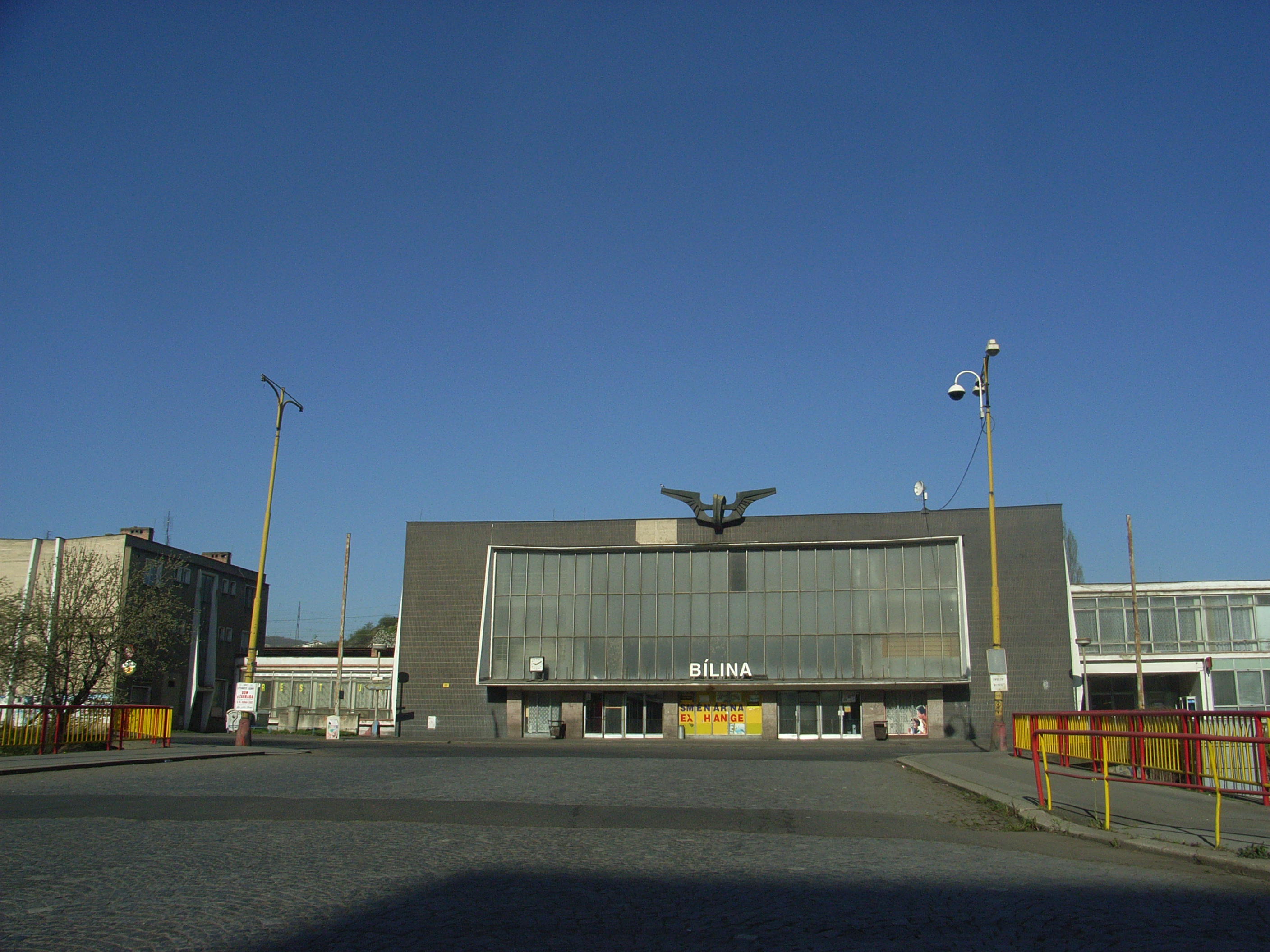
Nádraží v bruselském stylu
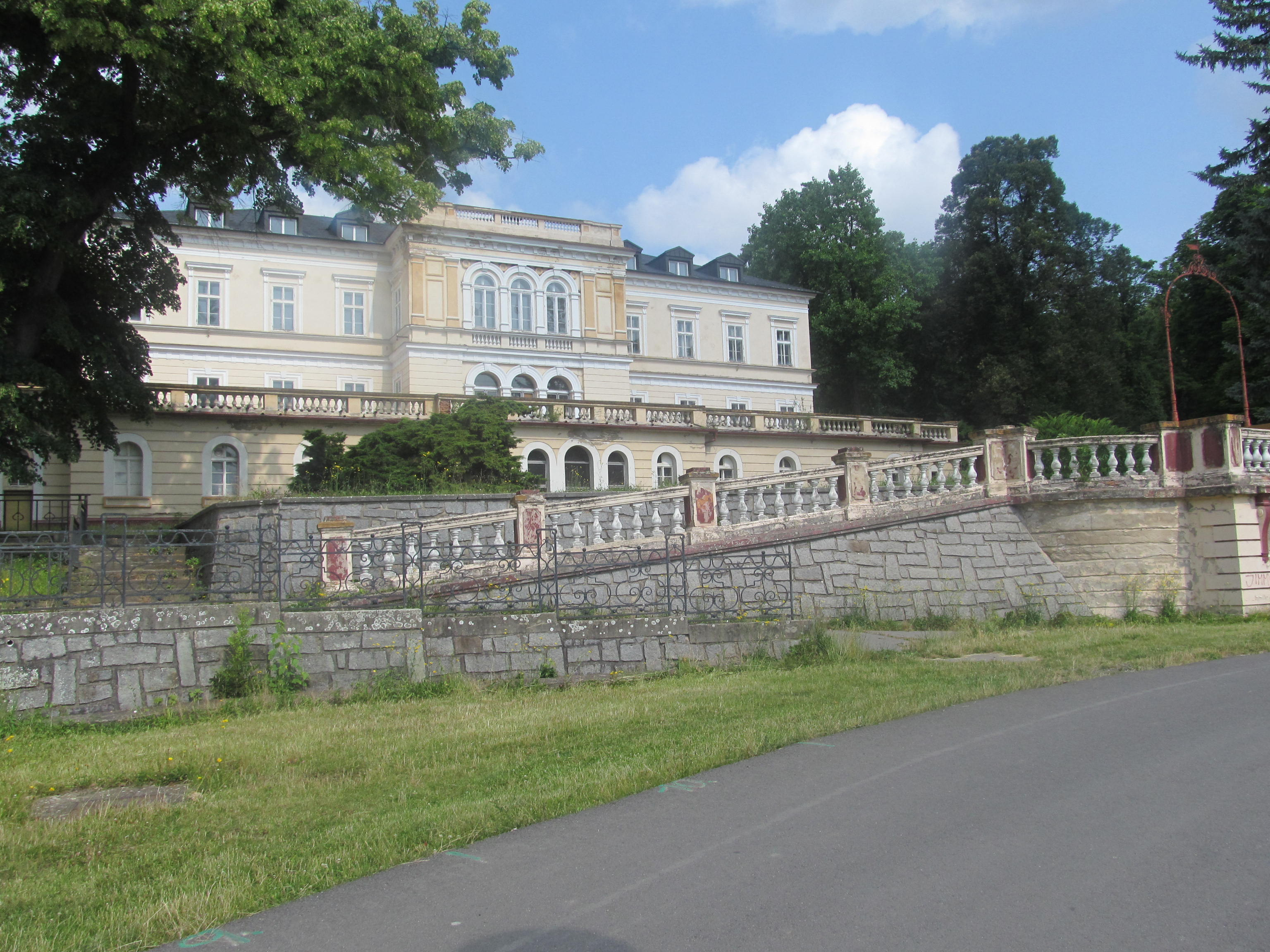
Lázeňský dům v Bílině
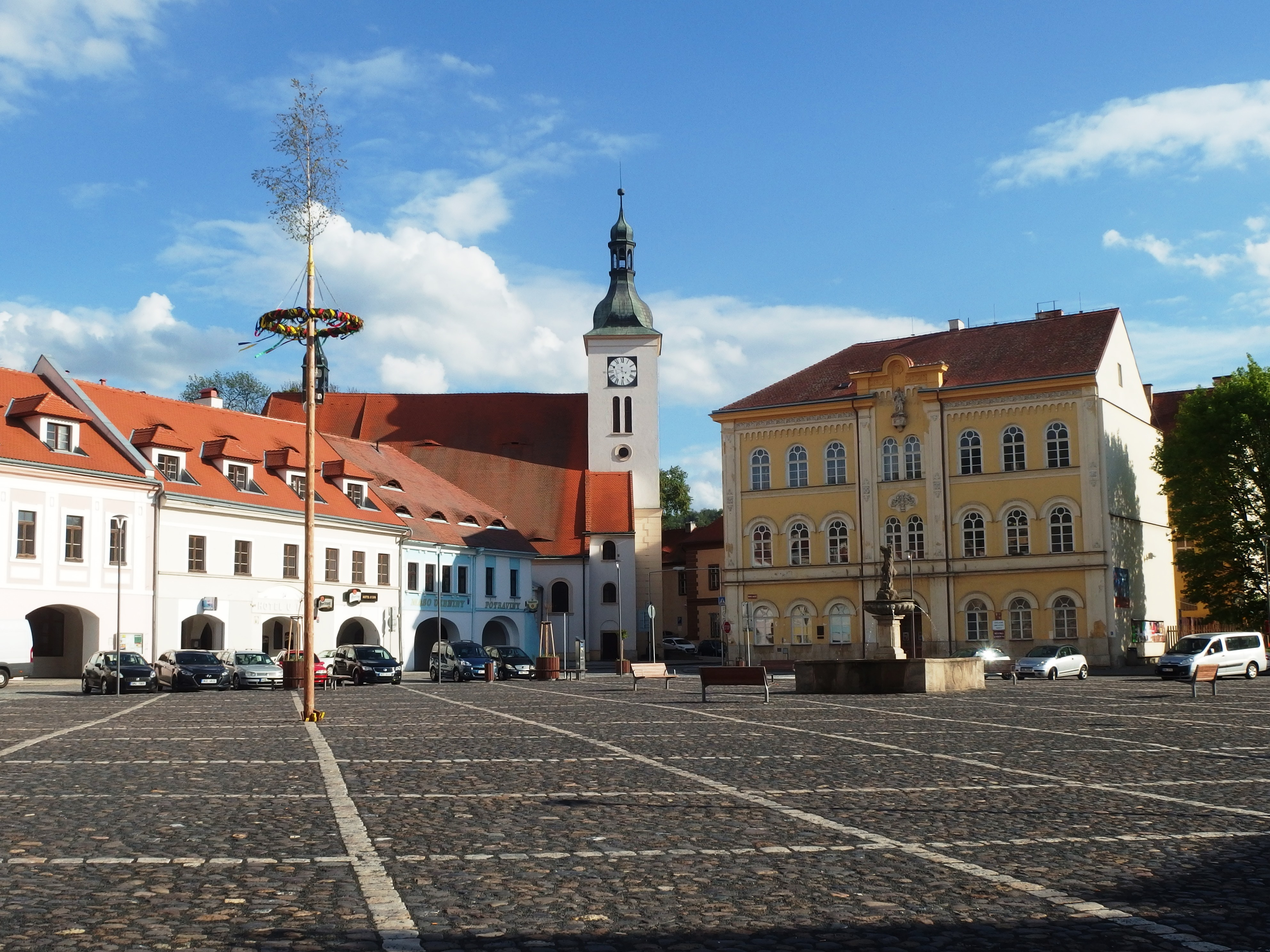
Mírové náměstí s kostelem sv. Petra a Pavla